# Google Web Toolkit
O Google Web Toolkit é um toolkit de código-fonte aberto permitindo a desenvolvedores, criar aplicativos com tecnologia Ajax em linguagem de programação Java . GWT suporta cliente-servidor, desenvolvimento e debugging em qualquer IDE Java. Exceto por algumas bibliotecas nativas, tudo é fonte Java que pode ser construído em qualquer plataforma com o GWT incluído Ant. Ele está licenciado sob a Licença Apache versão 2.0.
GWT enfatiza reutilização, soluções eficientes para os desafios recorrentes da Ajax, ou seja, chamadas assíncronas de procedimento remoto, gerenciamento de histórico, favoritos, Internacionalização e portabilidade entre navegadores.

## História
GWT versão 1.0 RC 1 (build 1.0.20) foi lançado em 16 maio de 2006 . Google anunciou GWT no JavaOne conferência, 2006.
Datas de lançamento:
| Versão     | Data                    |
| ---------- | ----------------------- |
| GWT 1.0    | 17 de Maio de 2006      |
| GWT 1.1    | 11 de Agosto de 2006    |
| GWT 1.2    | 16 de Novembro de 2006  |
| GWT 1.3    | 5 de Fevereiro de 2007  |
| GWT 1.4    | 28 de Agosto de 2007    |
| GWT 1.5    | 27 de Agosto de 2008    |
| GWT 1.6    | 7 de Abril de 2009      |
| GWT 1.7    | 13 de Julho de 2009     |
| GWT 2.0    | 8 de Dezembro de 2009   |
| GWT 2.0.1  | 2 de Fevereiro de 2010  |
| GWT 2.0.2  | 12 de Fevereiro de 2010 |
| GWT 2.0.3  | 18 de Fevereiro de 2010 |
| GWT 2.0.4  | 2 de Julho de 2010      |
| GWT 2.1.0  | 19 de Outubro de 2010   |
| GWT 2.1.1  | 16 de Dezembro de 2010  |
| GWT 2.2.0  | 11 de Fevereiro de 2011 |
| GWT 2.3.0  | 3 de Maio de 2011       |
| GWT 2.4.0  | 8 de Setembro de 2011   |
| GWT 2.5.0  | 24 de Outubro de 2012   |
| GWT 2.5.1  | 11 de Março de 2013     |
| GWT 2.6.0  | 30 de Janeiro de 2014   |
| GWT 2.6.1  | 10 de Maio de 2014      |
| GWT 2.7.0  | 20 de Novembro de 2014  |
| GWT 2.8.0  | 20 de Outubro de 2016   |
| GWT 2.8.1  | 24 de Abril de 2017     |
| GWT 2.8.2  | 19 de Outubro de 2017   |
| GWT 2.9.0  | 13 de Maio de 2020      |
| GWT 2.10.0 | 9 de Junho de 2022      |